# Nordhackstedt
Nordhackstedt (dänisch: Nørre Haksted) ist eine Gemeinde im Kreis Schleswig-Flensburg in Schleswig-Holstein.

## Geschichte
Der Ort ist erstmals 1352 schriftlich dokumentiert (Reg. cap.). Der Name leitet sich von Siedlung des Hakki oder Hakkar ab, ein Beiname, der zu dän. hak (≈Einschnitt) gehört. Bis zum Deutsch-Dänischen Krieg 1864 gehörte der Ort als Mittelpunkt des Kirchspiels Nordhackstedt (Nørre Haksted Sogn) zur Uggelharde (Ugle Herred≈Eulenharde), Flensburg Amt (Flensborg Amt) im Herzogtum Schleswig (Sønderjylland).
Die St.-Jürgen-Kirche, eine Feldsteinkirche, wurde im 12. Jahrhundert errichtet.

## Politik

### Gemeindevertretung
Bei der Kommunalwahl am 14. Mai 2023 wurden insgesamt neun Sitze vergeben. Diese fielen erneut alle an die Kommunale Wählergemeinschaft Nordhackstedt. Die Wahlbeteiligung betrug 55,5 %.

### Wappen
Blasonierung: „Unter goldenem Schildhaupt, darin ein linksgewendeter, vorgeschichtlicher blauer Hakenpflug, in Blau ein deckelloses goldenes Butterfaß mit darin stehendem goldenen Karnstock.“
Die volksetymologische Auslegung des Ortsnamens bringt „Hackstedt“ mit „Haken“ zusammen. Der Hakenpflug als heraldische Figur repräsentiert nicht nur bildlich den Ortsnamen in einem somit „redenden“ Wappen, sondern ebenfalls die traditionelle Landwirtschaft. Im Gegensatz zur umgebenden, meist sandigen Geest verfügt das Ortsgebiet über Lehmboden, der sich besonders für den Getreideanbau eignet. Das Butterfass als zweite Wappenfigur zeigt an, dass der Ort schon sehr früh Standort einer Meierei gewesen ist. Im Unterschied zur hauswirtschaftlichen, am Eigenbedarf orientierten Milchwirtschaft produzierten die Meiereien für den Verkauf. Zunächst bestand nur eine private Büttenmeierei; diese wurde 1885 in einen Genossenschaftsbetrieb umgewandelt. Das Wappen ist in den schleswigschen Farben blau und gelb gesetzt.

## Wirtschaft
Die Milchwirtschaft ist mit 18 Vollerwerbsbetrieben der wichtigste Erwerbszweig der Gemeinde. Das gilt sowohl für die landwirtschaftlichen Betriebe als auch für die DMK (ehemals Nordmilch),  das größte im Ort vertretene Unternehmen, das in Nordhackstedt ausschließlich Käse herstellt. Eine Meierei besteht schon seit 1875 im Ort.

## Sehenswürdigkeiten
In der Liste der Kulturdenkmale in Nordhackstedt stehen die in der Denkmalliste des Landes Schleswig-Holstein eingetragenen Kulturdenkmale.

## Persönlichkeiten
- Auguste Margarethe Feddersen (* 21. August 1823 in Nordhackstedt; † 17. September 1896 in Kalifornien), Malerin
- Walter Göbell (* 22. Juli 1911 in Nordhackstedt; † 22. Januar 1988 in Kiel), evangelisch-lutherischer Pastor und Hochschullehrer